# Ipimorphinae
Sous-famille
Les Ipimorphinae sont une sous-famille de lépidoptères (papillons) de la famille des Noctuidae.

## Taxinomie
Cette sous-famille est ignorée de funet, BioLib, EOL, lepiforum et des autres projets de wikipédia.

## Liste des genres et espèces
Selon la seule source NCBI (18 mars 2019) :
- Balsa Walker, 1860
  - Balsa labecula
  - Balsa malana
  - Balsa tristrigella
- Cosmia Ochsenheimer, 1816
  - Cosmia affinis
  - Cosmia cara
  - Cosmia diffinis
  - Cosmia elisae
  - Cosmia praeacuta
  - Cosmia pyralina
  - Cosmia restituta
  - Cosmia trapezina
- Eupsilia Hübner, 1821
  - Eupsilia devia
  - Eupsilia morrisoni
  - Eupsilia transversa
  - Eupsilia tristigmata
  - Eupsilia unipuncta
- Hydraecia Guenée, 1841
  - Hydraecia columbia
  - Hydraecia micacea
  - Hydraecia petasitis
  - Hydraecia ximena
- Proxenus Herrich-Shäffer, 1850
  - Proxenus miranda